# Moustier-en-Fagne
Moustier-en-Fagne (flämisch: Veenmunster) ist eine französische Gemeinde im Département Nord in der Region Hauts-de-France. Sie gehört zum Arrondissement Avesnes-sur-Helpe und zum Kanton Fourmies. Sie grenzt im Norden an Eppe-Sauvage.

## Geografie
Die Gemeinde Moustier-en-Fagne liegt an der Helpe Majeure im Regionalen Naturpark Avesnois und an der Grenze zu Belgien. Sie grenzt im Norden an Eppe-Sauvage, im Osten an Chimay (Belgien), im Süden an Baives und Wallers-en-Fagne und im Westen an Trélon.

## Bevölkerungsentwicklung
| Jahr                       | 1962 | 1968 | 1975 | 1982 | 1990 | 1999 | 2010 | 2020 |
| Einwohner                  | 87   | 72   | 70   | 72   | 67   | 72   | 61   | 58   |
| Quellen: Cassini und INSEE |      |      |      |      |      |      |      |      |

## Sehenswürdigkeiten
- Klosterkirche Saint-Dodon
- Bildstöcke

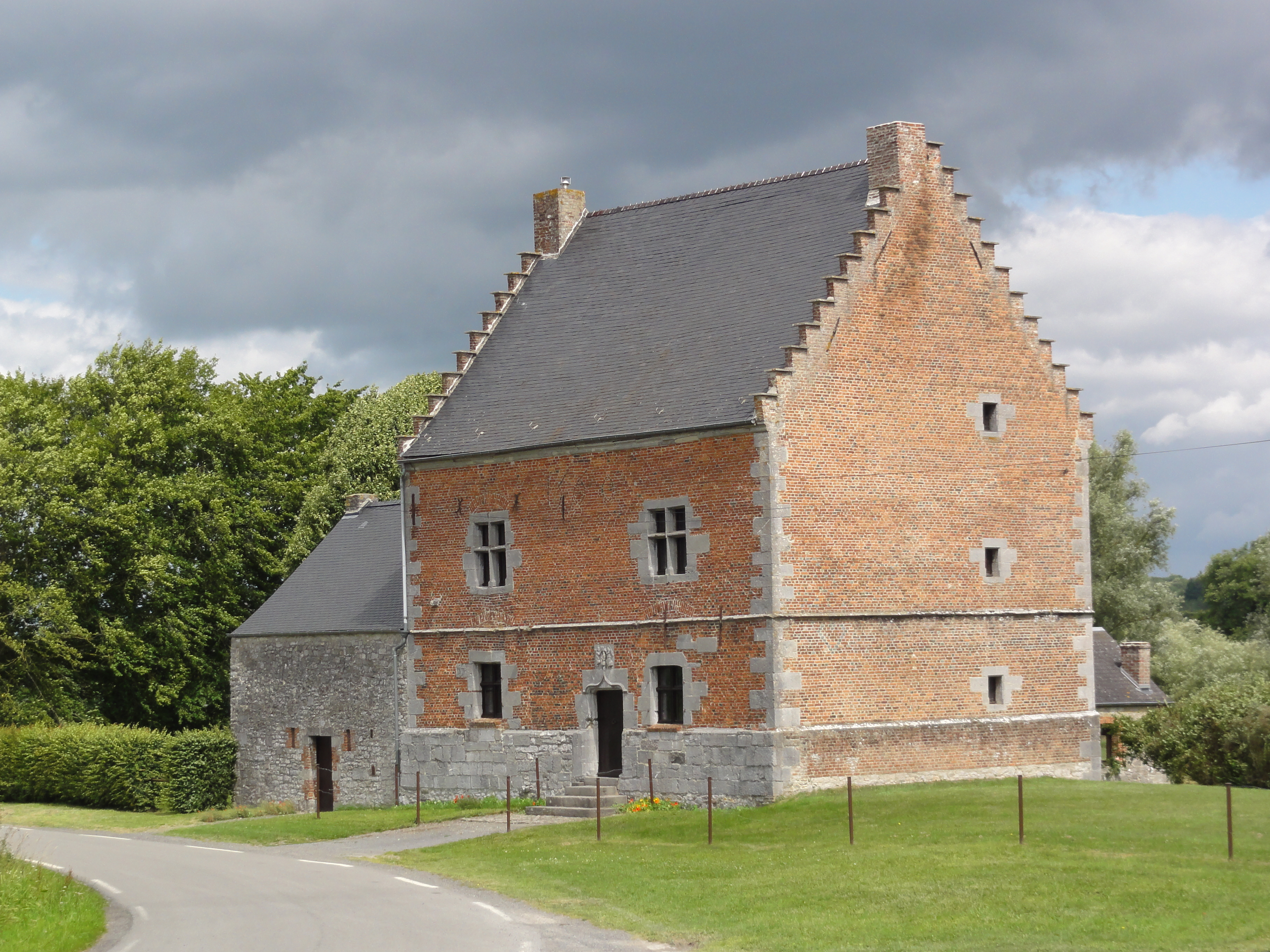
Ehemaliges Priorat Saint-Dodon